# Anacardium corymbosum
Anacardium corymbosum är en sumakväxtart som beskrevs av João Barbosa Rodrigues. Anacardium corymbosum ingår i släktet cashewsläktet, och familjen sumakväxter. Inga underarter finns listade i Catalogue of Life.